# Manuel Aznar Zubigaray
Manuel Aznar Zubigaray (Etxalar, Navarra, 18 de novembre de 1894 - Madrid, 10 de novembre de 1975) va ser un periodista, polític i diplomàtic espanyol.

## Biografia
Va dirigir diversos periòdics, va fundar l'agència de notícies EFE i va ser ambaixador espanyol davant l'ONU, el Marroc, i diversos països d'Amèrica. Després de pertànyer al mitjà nacionalista basc, va passar a l'àmbit de la Falange Española cap a l'època de la revolta franquista. El seu net, José María Aznar, va ser president del govern espanyol.
Aznar Zubigaray va començar a col·laborar el 1912 amb el periòdic integrista La Tradición Navarra; a l'any següent es va mudar a Bilbao, on es casaria amb Mercedes Acedo Villanueva. A Bilbao va treballar com a redactor del diari nacionalista Euzkadi, recentment fundat i de la revista cultural Hermes, sovint amb el pseudònim Imanol. Durant la I Guerra Mundial va escriure cròniques del front, sota el nom-de-plume de Gudalgai ("recluta", en euskera). El desembre de 1914 es va estrenar en el teatre Campos de Bilbao el seu drama El jardín del mayorazgo, qualificat de "furibundament antiespanyol".
En el cafè Lyon d'Or de Bilbao Aznar Zubigaray concorria a la tertúlia de l'ambient en la qual participaven, entre d'altres, Miguel de Unamuno, José María de Areilza, Balparda, Ramón de Basterra, José Félix de Lequerica Erquiza, Mourlane Michelena, Rafael Sánchez-Mazas, Julián Zugazagoitia Mendieta i Ignacio Zuloaga. Cap al 1916 Aznar Zubigaray es va afiliar al Partit Nacionalista Basc, representant-hi la tendència més radical; aquest mateix any va néixer el seu fill Imanol. El 1918, gràcies al seu treball com a corresponsal de guerra, va ser nomenat director de periòdic El Sol de Madrid; el 1922 va deixar Espanya amb la seva família per a dirigir successivament els periòdics El País i El Diari de la Marina a Cuba, on romandria fins a la proclamació de la Segona República Espanyola.
Va tornar llavors a Espanya, on va retornar a la direcció d'El Sol; la seva evolució política el va dur a decantar-se pel bàndol de Miguel Maura. Es va afiliar al Partit Republicà Conservador, la campanya electoral del qual de 1933 va dirigir. Després de la revolta militar del 18 de juliol de 1936, que el va sorprendre a Madrid, després de diverses peripècies es va desplaçar a Burgos per a posar-se al servei dels revoltats; malgrat els seus antecedents nacionalistes, el seu treball com a propagandista i cronista militar li va fer-se guanyar l'estima del sector nacional. D'aquesta època data la seva Historia militar de la Guerra de España (1936-1939) (1940), potser el seu llibre més important, que va tenir diverses edicions posteriors en Editora Nacional, i la seva Historia de la Cruzada (1943-1944), de fort tint nacional-catòlic. Va dirigir el Diario Vasco, Semana (de la qual fou fundador, juntament amb Manuel Halcón), La Vanguardia (després de l'afer Galinsoga) i l'agència de notícies EFE.
El 1964 va ser nomenat ambaixador davant l'Organització de les Nacions Unides, on es va ocupar fins a 1967; va continuar la seva carrera diplomàtica amb ambaixades al Marroc, Argentina i República Dominicana, i com a ministre plenipotenciari als Estats Units. El 1964, mentre era ambaixador davant l'ONU, va aparèixer en una entrevista sobre la figura de Francisco Franco a la pel·lícula Franco, ese hombre dirigida per José Luis Sáenz de Heredia. Va morir a Madrid, el novembre de 1975, molt poc abans que Franco.
El seu net José María Aznar López, va ser President del Govern d'Espanya entre 1996 i 2004.